# Бендикс, Винсент Гуго
Винсент Гуго Бендикс (Vincent Hugo Bendix, 12 августа 1881 — 27 марта 1945) — американский изобретатель и промышленник. Винсент Бендикс был пионером как в автомобильной, так и в авиационной промышленности в 20-х и 30-х годах XX века, внес значительный вклад в развитие этих отраслей.

## Биография
Винсент Гуго Бендикс родился в США, в городе Молине, штат Иллинойс. Он был старшим из трех детей в семье священника методистской церкви преподобного Джена Бенгтссона, уроженца Ингерманландии, Швеция. Его матерью была шведка, родом из сельской местности, в девичестве — Анна Дэниэльсон. Во время проживания в Молине, семья сменила фамилию на Бендикс. Позже они переехали в Чикаго, в этом же штате. В 16 лет ушёл из дома, перебрался в Нью-Йорк, работал, одновременно посещая вечернюю школу.
Он основал автомобильную компанию Bendix Corporation в 1907. Она выпускала автомобили под названием Бендикс Баггиз (Bendix Buggies). Выпустив 7000 автомобилей, компания обанкротилась через два года, но в 1910 Бендикс изобрел и запатентовал Бендикс стартера, устройство, которое запускало двигатель с помощью соленоида. Соленоид двигал вал, на котором располагалось устройство. Когда двигатель достигал средней скорости, вал автоматически втягивался обратно. Это устройство сделало возможным широкое применение электрического стартера в автомобильных, а потом и в авиационных и других двигателях.
В 1923 Бендикс основал Тормозную компанию Бендикс (Bendix Brake Company), что потребовало получения прав на патенты французского инженера Анри Перро на конструкцию тормозных колодок и барабана. Также Бендикс участвовал в основании авиационной корпорации Бендикс (Bendix Aviation Corporation) в 1929, основал Трансконтинентальную авиагонку Бендикс в 1931. В 1942 также заложил основы Bendix Helicopters, Inc., для производства вертолётов. Bendix Aviation и Bendix Brake позже были переименованы в корпорацию Бендикс.
Похоронен на кладбище Грейсленд в Чикаго.

## Награды и должности
- 1929 — рыцарь Ордена Полярной Звезды от короля Густава V.
- 1931 — президент Общества автомобильных инженеров.
- 1936 — рыцарь французского легиона чести.
- 1984 — внесён в автомобильный зал славы.
- 1991 — внесён в зал славы национальной авиации.